# 8816 Gamow
A 8816 Gamow (ideiglenes jelöléssel 1984 YN1) a Naprendszer kisbolygóövében található aszteroida. Ljudmila Georgijevna Karacskina fedezte fel 1984. december 17-én.